# Акуре
Аку́ре (Akure) — місто на південному заході Нігерії. адміністративний центр штату Ондо.
Населення міста становить 80 тис. осіб (1981).

## Економіка
Транспортний вузол. В місті розвинена деревообробна промисловість. Ведеться торгівля какао-бобами.

## Спорт
У місті є стадіон на 15 000 чоловік.

## Уродженці
- Чигозі Обіома (* 1986) — нігерійський прозаїк та професор.